# Baides
Baides település Spanyolországban, Guadalajara tartományban. Baides Cendejas de la Torre, Mandayona, Sigüenza, Viana de Jadraque és Villaseca de Henares községekkel határos. Lakosainak száma 51 fő (2024).

## Népesség
A település lakosságának változását az alábbi diagram mutatja:
| Lakosok száma | 79   | 63   | 58   | 48   | 97   | 80   | 63   | 56   | 63   | 51   |
|               | 2001 | 2004 | 2006 | 2009 | 2011 | 2014 | 2016 | 2019 | 2021 | 2024 |